# Сарысаз-Такерман
Сарысаз-Такерман — деревня в Сармановском районе Татарстана. Входит в состав Старо-Имянского сельского поселения.

## География
Находится в восточной части Татарстана на расстоянии приблизительно 14 км на северо-восток по прямой от районного центра села Сарманово.

## История
Известна с 1710—1711 годов, упоминалась и как Такерман. До 1860-х годов часть населения учитывалась как башкиры и тептяри. В 1870 году упоминалось о наличии мечети и мектеба.
В «Списке населенных мест по сведениям 1870 года», изданном в 1877 году, населённый пункт упомянут как деревня Сарсаз-Такирмень 2-го стана Мензелинского уезда Уфимской губернии. Располагалась при речке Сарсазке, по левую сторону коммерческого тракта из Бирска в Мамадыш, в 45 верстах от уездного города Мензелинска и в 25 верстах от становой квартиры в селе Александровское (Кармалы). В деревне, в 130 дворах жили 837 человек (408 мужчин и 429 женщин, татары, башкиры), были мечеть, училище. Жители занимались земледелием, скотоводством, извозничеством.
По сведениям переписи 1897 года, в деревне Сарсаз-Такирменева (Сарсаз-Такермень) Мензелинского уезда Уфимской губернии жили 1010 человек (507 мужчин и 503 женщины), все мусульмане.

## Население
Постоянных жителей было: в 1795 году — 246, в 1816—161 душа мужского пола, в 1870—837, в 1897—1010, в 1920—923, в 1926—787, в 1938—627, в 1949—435, в 1958—349, в 1970—384, в 1979—297, в 1989—203, 250 в 2002 году (татары 98 %), 236 в 2010.